# Toledo ärkestift
Toledo ärkestift, som har sitt säte i staden Toledo i Spanien, grundades enligt traditionen i första århundradet av Jakob den äldre och upphöjdes till ärkestift 313 efter ediktet i Milano. Ärkebiskopen bär också titeln Spaniens primas. 

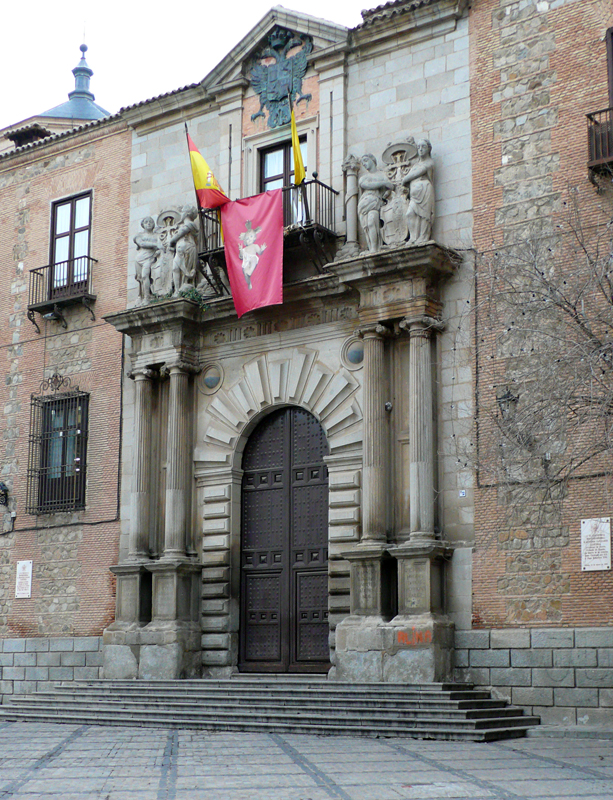
Ärkebiskopens palats (Palacio Arzobispal) i Toledo

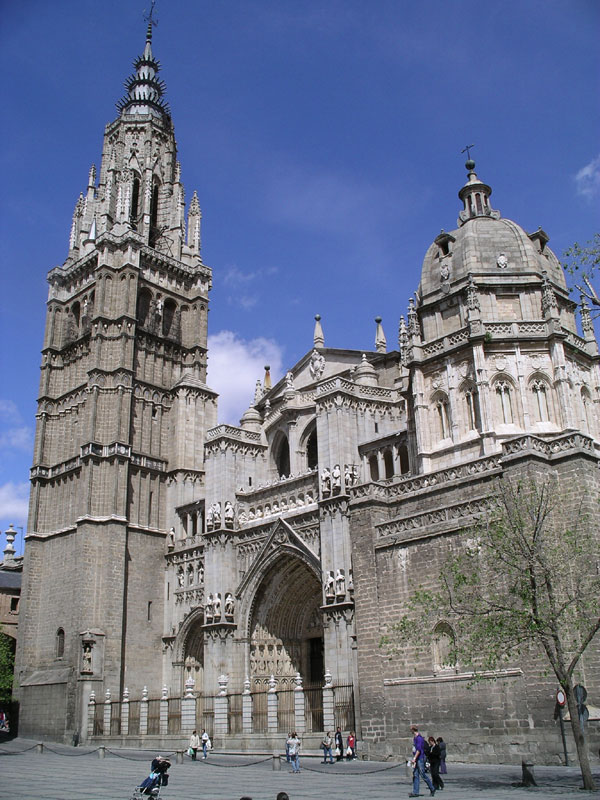
Katedralen i Toledo

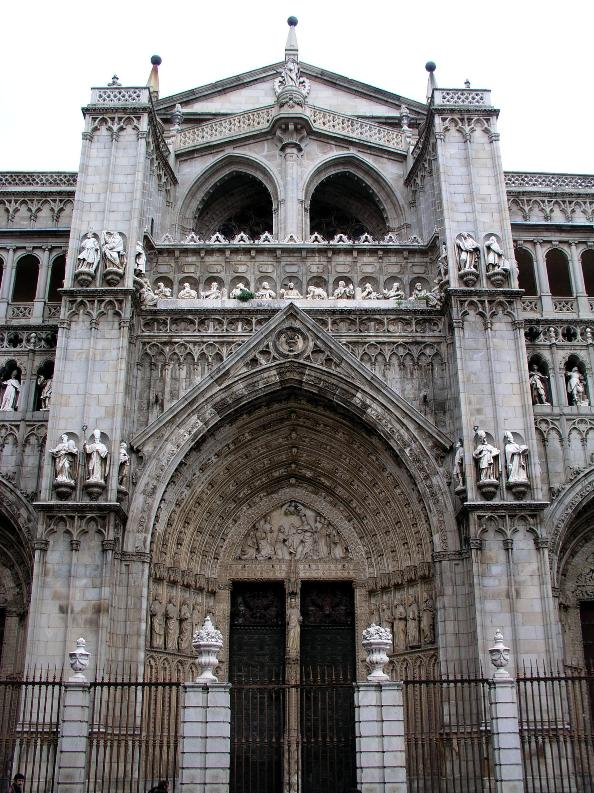
Katedralens huvudingäng

## Biskopar och ärkebiskopar av Toledo
- 1 Sankt Eugenius
- okända
- 2 Melantius (286?-306?)
- okänd
- 3 Patruinus (325-335)
- 4 Toribius (335-345)
- 5 Quintus (345-355)
- 6 Vincent (355-365)
- 7 Paulatus (365-375)
- 8 Natallus (375-385)
- 9 Audentius (385-395)
- 10 Asturius (395-412)
- 11 Isicius (412-427)
- 12 Martin I (427-440)
- 13 Castinus (440-454)
- 14 Campeius (454-467)
- 15 Sinticius (467-482)
- 16 Praumatus (482-494)
- 17 Petrus I (494-508)
- 18 Celsus (? -520)
- 19 Montanus (520-521)
- 20 Julianus I
- 21 Bacauda
- 22 Petrus II
- 23 Euphemius
- 24 Exuperius
- 25 Adelphus
- 26 Conancius
- 27 Aurasius (603-615)
- 28 Sankt Eladius (615-633)
- 29 Justus (633-636)
- 30 Eugenius II (636-646)
- 31 Sankt Eugenius den yngre (646-657)
- 32 Sankt Ildefonso (657–667)
- 33 Quiricus (667-680)
- 34 Sankt Julianus II (680-690)
- 35 Sisbert (690-693)
- 36 Felix (694-700)
- 37 Gunderic (700-710)
- 38 Sindered (711- ?)
- 39 Sunirend
- 40 Concordius
- 41 Cixila (745/774-754/783)
- 42 Elipandus (754/783-808?)
- 43 Gumesind (? -828)
- 44 Wistremir (? -858)
- (Sankt Eulogius 859; valdes men tillrädde aldrig)
- 45 Bonitus (859-892)
- 46 Juan I (892-926)
- 47 Ubayd Allah ben Qasim

Biskopsstolen vakant
- 48 Pascual I (1058-1080)
- vakant
- 49 Bernard de Sedirac (1086-1124)
- 50 Raymond de Sauvetât (1124-1152)
- 51 Juan II (1152-1166)
- 52 Cerebruno (1167-1180)
- 53 Pedro III de Cardona (1181-1182)
- 54 Gonzalo I Petrez (1182-1191)
- 55 Martín II López de Pisuerga (1192-1208)
- 56 Rodrigo Jimenez de Rada (1209-1247)
- 57 Juan III Medina de Pomar (1248-1248)
- 58 Gutierre I Ruiz Dolea (1249-1250)
- 59 Sancho I, Infante of Castile (1251-1261)
- 60 Domingo Pascual (1262-1265)
- 61 Sancho II de Aragon (1266-1275)
- 62 Fernando I Rodriguez de Covarubias (1276-1280)
- 63 Gonzalo II Garcia Gudiel (1280-1299)
- 64 Gonzalo III Diaz Palomeque (1299-1310)
- 65 Gutierre II Gomez de Toledo (1310-1319)
- 66 Juan III av Toledo (1319-1328)
- 67 Jimeno de Luna (1328-1338)
- 68 Gil Alvarez de Albornoz (1338-1350)
- 69 Gonzalo IV de Aguilar (1351-1353)
- 70 Blas Fernandez de Toledo (1353-1362)
- 71 Gomez Manrique (1362-1375)
- 72 Pedro IV Tenorio (1375-1399)
- 73 Pedro V de Luna (1403-1414)
- 74 Sancho III de Rojas (1415-1422)
- 75 Juan IV Martinez de Contreras (1423-1434)
- 76 Juan V de Cerezuela (1434-1442)
- 77 Gutierre III Alvarez de Toledo (1442-1445)
- 78 Alfonso Carillo de Acuna (1446-1482)
- 79 Pedro VI Gonzalez de Mendoza (1482-1495)
- 80 Francisco I Ximénez de Cisneros (1495-1517)
- 81 Guillermo de Croy (1517-1521)
- 82 Alonso III Fonseca (1523-1534)
- 83 Juan VI Pardo Tavera (1534-1545)
- 84 Juan VII Martinez Silecio (1545-1557)
- 85 Bartolomé Carranza (1558-1576)
- 86 Gaspar I de Quiroga y Vela (1577-1594)
- 87 Ärkehertig Albrekt av Österrike (1595-1598)
- 88 Garcia Loayasa y Giron (1598-1599)
- 89 Bernardo II de Sandoval y Rojas (1599-1618)
- 90 Fernando II de Austria (1620-1641)
- vakant
- 91 Gaspar II de Borja y Velasco (1645)
- 92 Baltasar Moscoso y Sandoval (1646-1665)
- 93 Pascual II de Aragon (1666-1677)
- 94 Luis Manuel Fernandez Portocarrero (1677-1709)
- vakant
- 95 Francisco Valero y Losa (1715-1720)
- 96 Diego de Astorga y Céspedes (1720-1724)
- vakant
- 97 Ludvig av Spanien, greve av Chinchon (1735-1754)
- 98 Luis II Fernandez de Cordoba (1755-1771)
- 99 Francisco Antonio de Lorenzana (1772-1800)
- 100 Luis María de Borbón y Vallabriga (1800-1823)
- 101 Pedro Inguanzo y Rivero (1824-1836)
- vakant
- 102 Juan José Bonel y Orbe (1849-1857)
- 103 Cirilo Alameda y Brea (1857-1872)
- 104 Juan Ignacio Moreno y Maisanove (1875-1884)
- 105 Zeferino Gonzalez y Diaz-Tunon (1885-1886)
- 106 Miguel Paya y Rico (1886-1891)
- 107 Antolín Monescillo y Viso (1892-1898)
- 108 Ciriaco María Sancha y Hervás (1898-1909)
- 109 Gregorio Maria Aguirre y Garcia (1909-1913)
- 110 Victoriano Guisasola y Menendez (1913-1920)
- 111 Enrique Almaraz y Santos (1920-1921)
- 112 Enrique Reig y Casanova (1922-1927)
- 113 Pedro Segura y Sáenz (1927-1931)
- 114 Isidro Goma y Tomas (1933-1940)
- 115 Enrique Pla y Deniel (1941-1968)
- 116 Vicente Enrique y Tarancon (1969-1972)
- 117 Marcelo Gonzalez Martin (1972-1995)
- 118 Francisco Alvarez Martínez (1995-2002)
- 119 Antonio Cañizares Llovera (2002-2008)
- 120 Braulio Rodríguez Plaza (2009-)